# Georges Charmeton
Georges Charmeton, aussi écrit Charmetton, est un peintre d'architecture et de paysage français, ainsi qu'un ornemaniste, né et baptisé à Lyon le 31 octobre 1623, et mort à Paris le 18 septembre 1674.

## Biographie
Georges Charmeton est le fils de Claude Charmeton et de Lucrèce Chassain, sa femme. Il a été un élève de Jacques Stella. Six autres peintres lyonnais du nom de Charmeton sont cités par Natalis Rondot. Son frère, Christophe Charmeton, est sculpteur à Paris.
Il a peint la décoration de la galerie de l'Hôtel de Bretonvilliers sous la direction de Sébastien Bourdon. En 1668, il a peint des tableaux pour des fêtes à Versailles.
Avec Jean Le Pautre et Jean Berain, il a créé dans les premières années du règne de Louis XIV un style décoratif qui se distingue par un certain air de noblesse et de grandeur.
Il a été admis à l'Académie royale de peinture et de sculpture comme peintre d'architecture et de paysage le 26 mai 1663.

## Famille
- Pierre Charmeton, maître maçon lyonnais, marié à Julianne Joly
  - Claude Charmeton[1] (1598-1659), maître peintre lyonnais, député des peintres en 1632, 1648 et 1659, marié à Lucrèce Chassain, dont il a eu six enfants, entre autres :
    - Georges Charmeton (1623-1674)
    - Vincent Charmeton[2], maître peintre lyonnais, marié
      - André Charmeton (1670-1722), peintre et doreur lyonnais, maître des métiers en 1717, marié avec Luce Marquis (†1702)
        - Jean I Charmeton[3], maître peintre, marié
        - Jean II Charmeton[4] (1701-1742), dessinateur et peintre, il s'est établi à Paris où il s'est marié le 4 juin 1742 avec Anne Bauchet, fille de Nicolas Bauchet, maître sellier[5]

    - Christophe Charmeton[5] (†1708), sculpteur à Paris, marié le 18 mai 1682 avec Marie Thierry, fille de Daniel Thierry, bourgeois de Paris, dont il a eu plusieurs enfants. Il passe un marché le 8 février 1702 pour réaliser un retable pour l'église Saint-Martin de Clamecy[6].

## Publications
- Diverses Corniches Choisies sur l'Anticque avec leurs Profils Par le Sieur Charmeton, Peintre Ordinaire du Roy (lire en ligne)
- Ornements, cintres et panneaux : recueil factice (lire en ligne)
- Ornements servant de montants : recueil factice (lire en ligne)
- Desseins de plafonds, inventé par le sieur Charmeton, dédié à monsieur Mignard écuyer, peintre ordinaire du Roy, par son très humble serviteur Audran (lire en ligne)
- Recueil factice d'ornements et décorations du XVIIe siècle de plusieurs illustrateurs : Georges Charmeton, Nicolas Robert, Simon Vouet, Michel Dorigny, Charles Errard, René Lochon, Jean Berain, Gérard Jean-Baptiste Scottin, 58 p. (lire en ligne)
- Desseins de plafonds, inventé par le sieur Charmeton et gravés par N. Robert, imprimé par Gérard Audran, 1660 (lire en ligne)